# Bagasara
Bagasara é uma cidade e um município no distrito de Amreli, no estado indiano de Gujarat.

## Demografia
Segundo o censo de 2001, Bagasara tinha uma população de 31 789 habitantes. Os indivíduos do sexo masculino constituem 52% da população e os do sexo feminino 48%. Bagasara tem uma taxa de literacia de 70%, superior à média nacional de 59,5%; com 56% para o sexo masculino e 44% para o sexo feminino. 12% da população está abaixo dos 6 anos de idade.